# Adil Jelloul
Adil Jelloul (ur. 14 lipca 1982 w Ifranie) – marokański kolarz szosowy.

## Najważniejsze osiągnięcia
2002
- 1. miejsce w mistrzostwach Maroka (start wspólny)

2004
- 1. miejsce na 7. etapie Tour du Maroc

2006
- 2. miejsce w mistrzostwach Maroka (start wspólny)
- 5. miejsce w Tour du Faso

2007
- 1. miejsce w mistrzostwach Maroka (start wspólny)
- 1. miejsce w Tour du Sénégal
- 1. miejsce w Tour du Faso
  - 1. miejsce na 8. etapie

2008
- 3. miejsce w Mohammad Bin Rashid International Cycling Cup
- 1. miejsce w mistrzostwach Maroka (start wspólny)

2009
- 1. miejsce na 4. etapie Tour du Maroc
- 1. miejsce w mistrzostwach Maroka (start wspólny)
- 1. miejsce w Tour of Rwanda
  - 1. miejsce na 1. etapie

2010
- 2. miejsce w Tour du Mali
  - 1. miejsce na 1. etapie
- 2. miejsce w Les Challenges de la Marche Verte – GP Sakia El Hamra
- 2. miejsce w Les Challenges de la Marche Verte – GP Oued Eddahab
- 4. miejsce w Tour of Rwanda

2011
- 3. miejsce w La Tropicale Amissa Bongo
- 4. miejsce w Tour du Maroc
- 1. miejsce w Challenge des phosphates – Challenge Youssoufia
- 3. miejsce w Challenge des phosphates – Challenge Ben Guerir
- 3. miejsce w Kwita Izina Cycling Tour
- 1. miejsce w mistrzostwach Maroka (start wspólny)
- 2. miejsce w Tour d’Algérie
- 2. miejsce w Circuit d’Alger
- 3. miejsce w mistrzostwach Afryki (jazda druż. na czas)

2012
- 3. miejsce w Les Challenges de la Marche Verte – GP Al Massira
- 2. miejsce w Tour d’Algérie
- 2. miejsce w Tour du Maroc
- 2. miejsce w Challenge des phosphates – Challenge Youssoufia
- 3. miejsce w La Tropicale Amissa Bongo
- 2. miejsce w Challenge du Prince – Trophée de l’Anniversaire
- 2. miejsce w mistrzostwach Maroka (jazda ind. na czas)
- 4. miejsce w Czech Cycling Tour

2013
- 1. miejsce w Les Challenges de la Marche Verte – GP Oued Eddahab
- 2. miejsce w Tour de Tipaza
- 1. miejsce w Challenge du Prince – Trophée Princier
- 2. miejsce w Challenge du Prince – Trophée de l'Anniversaire
- 3. miejsce w mistrzostwach Maroka (start wspólny)

2014
- 1. miejsce w mistrzostwach Maroka (start wspólny)
- 2. miejsce w Jelajah Malaysia

2015
- 5. miejsce w Tour of Egypt

2016
- 6. miejsce w La Tropicale Amissa Bongo
  - 1. miejsce na 4. etapie
- 1. miejsce w Sharjah Tour